# Román átállás
A román átállás 1944. augusztus 23-án történt politikai és katonai fordulat, amikor Románia a második világháborúban kilépett a tengelyhatalmak oldaláról, és csatlakozott a szövetségesekhez. Az esemény gyökeresen megváltoztatta a kelet-európai hadszíntér helyzetét, hozzájárulva Németország gyorsabb visszaszorításához, valamint elősegítette a szovjet befolyás megerősödését Romániában.

## Előzmények
Románia 1940. november 23-án csatlakozott a tengelyhatalmakhoz, miután elvesztette területei jelentős részét (június 27-én Besszarábiát és Észak-Bukovinát a Szovjetuniónak, augusztus 30-án Észak-Erdélyt Magyarországnak, valamint szeptember 7-én Dél-Dobrudzsát Bulgáriának adta át). A román vezetés, élén Ion Antonescu marsallal, Németország támogatásával remélte visszaszerezni az elveszett területeket, különösen a Szovjetuniótól elcsatoltakat. Románia 1941. június 22-én hadat üzent a Szovjetuniónak, és a román csapatok részt vettek a Barbarossa hadműveletben, visszafoglalták Besszarábiát és Bukovinát, és egészen a Kaukázusig harcoltak a keleti fronton.
A háború elhúzódása és a súlyos emberveszteségek, valamint a lakosság háborúellenes hangulata egyre erősebb belpolitikai nyomást gyakorolt Antonescura. A szovjetek előretörése 1944 nyarára már Románia határait veszélyeztette.

## Az átállás folyamata
1944. augusztus 23-án I. Mihály román király államcsínyt hajtott végre a Nemzeti Demokrata Tömb (Nemzeti Parasztpárt, Szociáldemokrata Párt, Kommunista Párt) támogatásával. Miután Antonescu nem volt hajlandó fegyverszünetet kötni a Szovjetunióval, a király letartóztattatta Ion Antonescut, feloszlatta a németbarát kormányt, és parancsot adott  a hadseregnek a szovjetek elleni harc beszüntetésére. A puccs ellenállás nélkül folyt le. A király este rádióbeszédben  jelentette be, hogy Románia szakított Németországgal. Augusztus 24-én Románia hivatalosan hadat üzent Németországnak.
Az eseményeket megelőzően 1944. márciustól kezdve titkos tárgyalások zajlottak a szövetségesek és az ellenzéki román politikai körök között, valamint a Szovjetunióval is.

## Következmények
Az átállás után: 
- A német csapatok megpróbálták visszafoglalni Bukarestet, de a román hadsereg harcba szállt ellenük, és a Vörös Hadsereg támogatásával kiszorították őket az országból.
- Szeptember 12-én Románia fegyverszünetet írt alá a Szovjetunióval.[12]
- A háború hátralevő részében Románia a szövetségesek oldalán vett részt.[13]
- Románia területét megszállta a Vörös Hadsereg, és ez megalapozta a későbbi szovjet befolyást, illetve a kommunista hatalomátvételt 1947-re. A nyugati szövetségesek ebbe nem szóltak bele.[14]
- A szovjetek visszaadták Észak-Erdélyt Romániának, mivel az átállást jelentős hozzájárulásnak tekintették a háborús erőfeszítésekhez.